# North American B-45 Tornado
Il North American B-45 Tornado era un bombardiere strategico quadrigetto ad ala medio-alta prodotto dall'azienda statunitense North American Aviation dalla fine degli anni quaranta.
Impiegato dai primi anni cinquanta dalla United States Air Force, fu il primo bombardiere dotato di motori a getto entrato in linea al di fuori della Germania (il primo in assoluto fu il tedesco Arado Ar 234 Blitz).

## Storia del progetto
Lo sviluppo del B-45 iniziò nel 1944, quando lo United States Department of War, allarmato dall'introduzione da parte della Germania nazista di bombardieri a propulsione a getto come l'Arado Ar 234, emanò una specifica per la fornitura di una nuova classe di bombardieri, anch'essi dotati di motori a getto, dell'ordine di peso a vuoto tra le 80 000 lb (36 287 kg) e le 200 000 lb (90 718 kg). Tra i progetti presentati venne scelto quello proposto dalla North American Aviation, l'NA-130, alla quale venne richiesto di fornire tre prototipi per le valutazioni, la costruzione dei quali venne iniziata l'8 settembre 1944.
Il termine della seconda guerra mondiale comportò la soppressione di molti progetti e la scarsa priorità allo sviluppo di molti altri. Nel 1946, a seguito delle tensioni politiche con l'Unione Sovietica, venne assegnata la priorità allo sviluppo e produzione di bombardieri a getto. Alla metà del 1946, l'XB-45 ed il Convair XB-46 risultavano quasi completi, ma il Boeing XB-47 ed il Martin XB-48 lo sarebbero stati solo due anni più tardi. La United States Army Air Forces decise allora di valutare le due prime proposte per determinare quale fosse quella che avrebbe garantito migliori risultati in caso di impiego operativo. Le valutazioni risultarono a favore del B-45 ed il 2 gennaio 1947 venne stipulato un contratto per la produzione immediata.
I nuovi velivoli era previsto andassero ad equipaggiare 5 Group di bombardieri leggeri e 3 di ricognizione, ma lo sviluppo ed i successivi test del B-47 dimostrarono una superiorità tecnica che assicurarono a quest'ultimo una produzione in serie ed al B-45 un futuro sempre più incerto, timori sfociati a metà del 1948 quando il personale USAF iniziò a mettere effettivamente in discussione l'effettivo valore del progetto. Poco dopo, le restrizioni di bilancio imposte dal presidente Harry Truman coinvolsero anche i programmi militari e l'iniziale fornitura di B-45 venne ridotta a 142 esemplari. Ulteriori tagli di bilancio durante l'anno finanziario 1950 costrinsero infatti la Aircraft and Weapons Board a cancellare 51 dei 190 esemplari ordinati.

## Utilizzatori
Regno Unito
- Royal Air Force

 Stati Uniti
- United States Air Force